# Heide (Name)
Heide ist ein Vorname und Familienname.

## Herkunft und Bedeutung

### Vorname
Der Vorname Heide stellt eine Variante des Namens Heidi dar.

### Familienname
Als Familienname stellt Heide in erster Linie eine Benennung nach einer Wohnstätte – mittelhochdeutsch heide, mittelniederdeutsch hēide, hēde, heygde „Heide“, „ebenes, unbebautes Land“ – dar und bezeichnete ursprünglich jemanden, der in oder an einer Heide wohnt.
In Einzelfällen kann es sich auch um folgende Benennung handeln:
- Benennung nach dem Vornamen Heide, Patronym oder Metronym zu einer Rufnamenkurzform von heit „Gestalt“, „Art“, „Erscheinungsbild“[3]
- Benennung nach Übernamen – mittelhochdeutsch, mittelniederdeutsch heiden(e) „Heide“, „Nichtchrist“ –, bezeichnet jemanden, der kein Christ ist
- Benennung nach Herkunft zum Siedlungsnamen Heide

## Verbreitung

### Vorname
Der Name Heide ist vor allem im deutschen Sprachraum und in Dänemark verbreitet.
In Deutschland ist der Name aktuell sehr selten. Zwischen 2010 und 2021 wurden nur etwa 30 Mädchen Heide genannt.

### Familienname
Der Familienname Heide kommt aktuell in Deutschland 2467 Mal vor und belegt damit Rang 1174 der Nachnamenscharts (Stand 2021).

## Varianten
Der Familienname Heide hat folgende Varianten
- Haide, Hayde
- Heid, Haid, Haidt, Heidt
- Heider, Haider, Heyder
- Heiden, Heyden, Haiden, Hayden, Haydn
- Heidner, Haidtner
- von der Heiden, von der Heyden, von der Heide, von der Heyde, van der Heiden
- Heite

Für Varianten des Vornamens: siehe Heidi#Varianten

## Namensträger

### Vorname
- Heide Ackermann (* 1943), deutsche Schauspielerin
- Heide Degen (* 1937), deutsche Politikerin (CDU), MdL Hessen
- Heide Domanowski (* 1969), deutsche Schauspielerin und Synchronsprecherin
- Heide Gerstenberger (* 1940), deutsche Politik- und Wirtschaftswissenschaftlerin
- Heide Göttner-Abendroth (* 1941), deutsche Philosophin
- Heide Keller (1939–2021), deutsche Schauspielerin
- Heide Mattischeck (* 1939), deutsche Politikerin (SPD)
- Heide Mommsen (* 1941), deutsche Klassische Archäologin
- Heide Moser (1943–2009), deutsche Politikerin (SPD)
- Heide Neitsch (* 1945), deutsche Politikerin (GAL-Hamburg)
- Heide Pfarr (* 1944), deutsche Rechtswissenschaftlerin und Politikerin (SPD)
- Heide Rosendahl (* 1947), deutsche Leichtathletin
- Heide Rühle (* 1948), deutsche Politikerin (Grüne)
- Heide Schmidt (* 1948), österreichische Politikerin (FPÖ, LIF)
- Heide Schütz (* 1941), deutsche Pädagogin und Friedenserzieherin
- Heide Schütz (* 1943), österreichische Reiseschriftstellerin
- Heide Simon (* 1955), deutsche Politikerin (GAL-Hamburg)
- Heide Simonis (1943–2023), deutsche Politikerin (SPD)
- Heide Ziegler (* 1943), deutsche Literaturwissenschaftlerin

### Familienname
- Alexander Heide (* 1991), deutscher Basketballspieler
- Angela Heide (* um 1968), österreichische Dramaturgin, Kuratorin und Produzentin
- Annie van der Heide-Hemsing (1896–1968), niederländische Bildhauerin
- Astrid Albrecht-Heide (* 1938), deutsche Sozialisationsforscherin, Friedensforscherin und freie Autorin
- Birgit Heide (* 1965), deutsche Prähistorische Archäologin
- Christian Heide (* 1968), deutscher Fußballspieler
- Ferdinand Heide (* 1962), deutscher Architekt
- Franziska van der Heide (* 1992), deutsche Schauspielerin
- Fritz Heide (1891–1973), deutscher Mineraloge
- Georg Heide (1885–1945), deutscher römisch-katholischer Geistlicher, Steyler Missionar und NS-Opfer
- Gerhard Heide (* 1963), deutscher Mineraloge
- Günter Heide (* 1967), deutscher Handballtorwart und -trainer
- Gustavo Heide (* 2002), brasilianischer Tennisspieler
- Hannes Heide (* 1966), österreichischer Politiker (SPÖ)
- Harald Heide-Steen junior (1939–2008), norwegischer Schauspieler und Komiker
- Heinrich Heide (1846–1931), deutsch-amerikanischer Unternehmer
- Holger Heide (* 1939), deutscher Ökonom
- Jessica Heide (* 1980), deutsche politische Beamtin (SPD)
- Johann Karl Heide (1897–1974), deutscher Politiker (SPD)
- Joseph Carl Franz Xaver Heide (1801–1867), deutscher Politiker
- Karl Heide (1906–unbekannt), deutscher Radrennfahrer
- Klaus Heide (1938–2023), deutscher Mineraloge, Petrologe und Hochschullehrer
- Konstantin Heide (* 2006), deutscher Fußballtorwart
- Martin Heide (* um 1954), deutscher Segelflugzeug-Konstrukteur
- Manuel Heide (* 1955), deutscher Politiker (CDU)
- Michael Heide, deutscher Slam-Poet
- Paul Heide (1879–1973), deutscher Politiker und Gewerkschafter
- Raiko Heide (* 1990), estnischer Nordischer Kombinierer
- Raoul Heide (1888–1978), norwegischer Fechter
- Rolf Heide (1932–2020), deutscher Innenarchitekt und Industriedesigner
- Tim Heide (* 1959), deutscher Architekt
- Walther Heide (1894–nach 1945), deutscher Zeitungswissenschaftler und Staatsbeamter
- Wilhelm Karlowitsch Heide (1824–1888), russischer Architekt deutscher Abstammung
- Willy Heide (1919–2011), deutscher Gastronom

### Von der Heide
- Bernd von der Heide (* 1948), deutscher Basketballfunktionär
- Britta von der Heide (* 1979), deutsche Fernsehjournalistin
- Carl von der Heide (1872–1935), deutscher Chemiker und Mathematiker
- Christian von der Heide (* 1979), deutscher Designer
- Hans-Wolfgang von der Heide-Kattwinkel (* 1954), deutscher Arzt und Sanitätsoffizier (Admiralarzt)
- Heinrich von der Heide (1806–1859), Landtagsabgeordneter Waldeck
- Johann von der Heide († um 1447), Ratsherr der Hansestadt Lübeck
- Josef von der Heide (1903–1985), deutscher Politiker (Zentrum), MdL
- Lutz von der Heide (1948–2020), deutscher Politiker (CDU), MdL
- Michael von der Heide (* 1971), Schweizer Sänger
- Rotraud von der Heide (* 1942), deutsche Künstlerin und Aktionskünstlerin
- Sven Bliedung von der Heide (* 1984), deutscher Unternehmer, Produzent, Regisseur und Visual-Effects-Experte
- Tobias von der Heide (* 1984), deutscher Politiker (CDU), MdL

### Weitere
- Arjen van der Heide (* 2001), niederländischer Fußballspieler
- Hans van der Heide (* 1958), niederländischer Komponist und Musiker
- Ruud ter Heide (* 1982), niederländischer Fußballspieler